# Condado de San Juan (Washington)
O Condado de San Juan é um dos 39 condados do estado americano de Washington. A sede de condado é Friday Harbor, e sua maior cidade é Friday Harbor. O condado possui uma área de 1 609 km², uma população de 15769 habitantes, e uma densidade populacional de 37 hab/km² (segundo o censo nacional de 2010).
O condado coincide com as ilhas San Juan.